# Hrvatska elektroprivreda

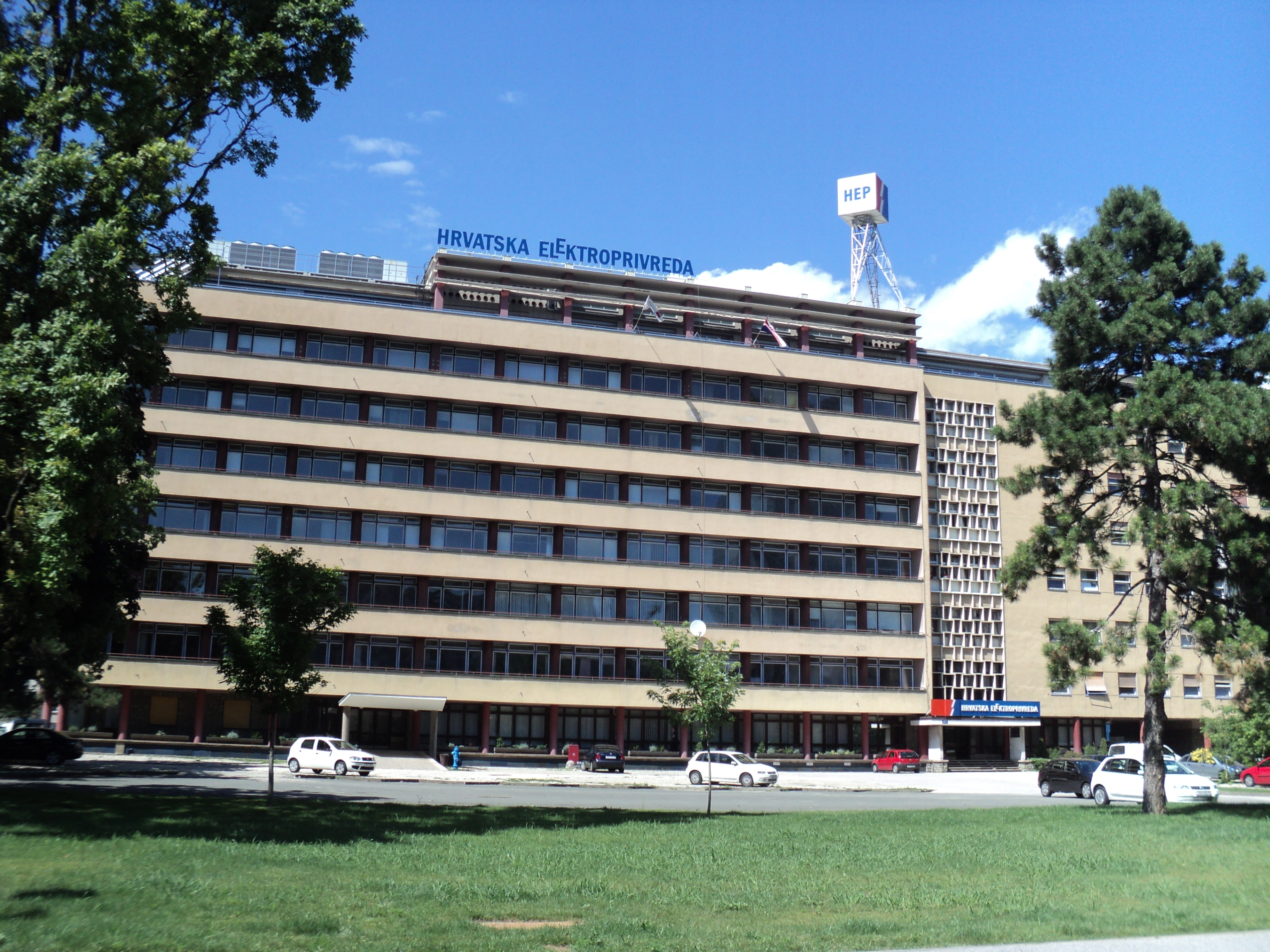
Sitz der HEP in Zagreb, 2014

Hrvatska elektroprivreda (Deutsch: Kroatische Elektrizitätswirtschaft, kurz HEP) ist ein nationales Energieunternehmen in Kroatien, das seit mehr als einem Jahrhundert elektrische Energie erzeugt, überträgt und verteilt sowie seit einigen Jahrzehnten Fernwärme und Erdgas liefert. Die HEP-Gruppe ist in Form einer Holding mit einer Reihe von Tochterunternehmen organisiert.
Das Unternehmen befindet sich im Eigentum der Republik Kroatien.

## Geschichte

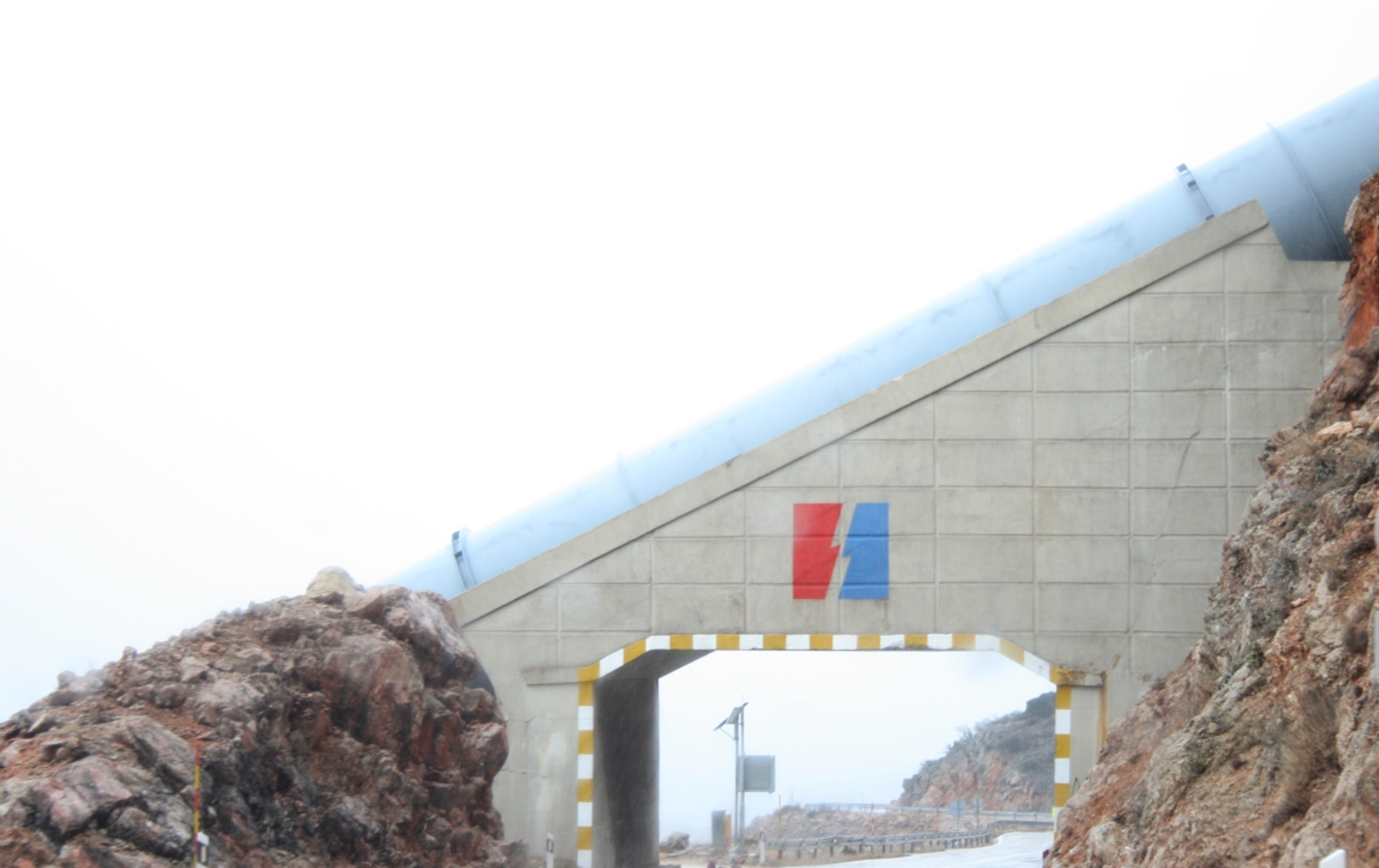
Rohr des Wasserkraftwerkes am Velebit, 2009

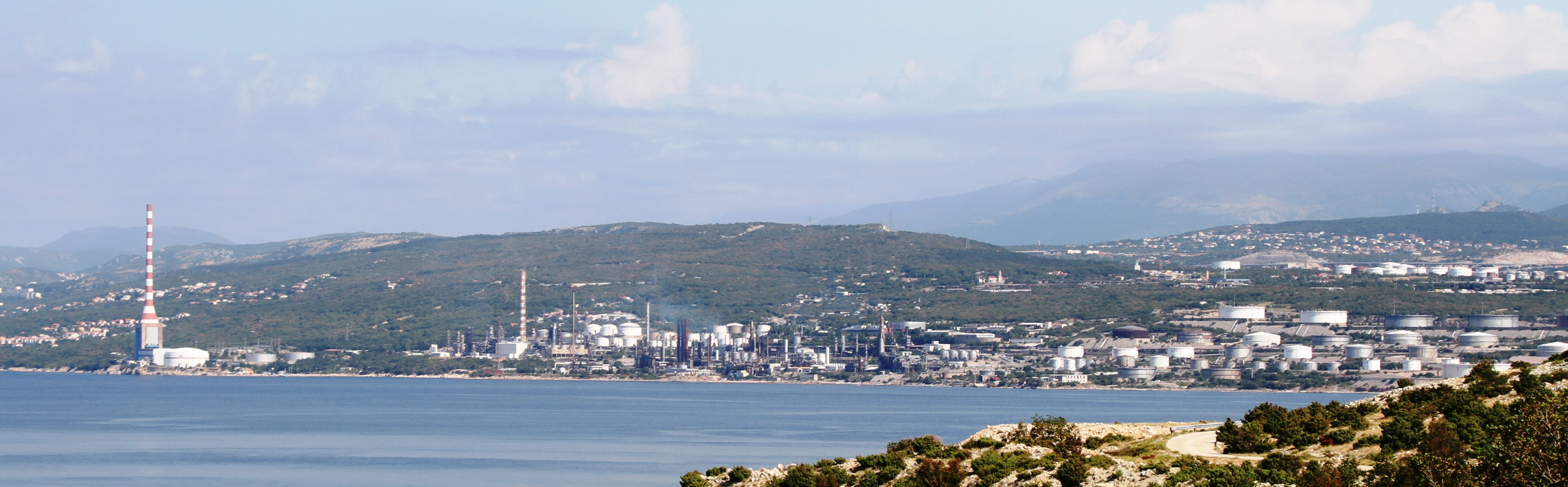
Das Kraftwerk Rijeka, 2015

HEP bezeichnet sich als ältestes Energieunternehmen im Bereich elektrische Energietechnik. Die Gründung des Unternehmens geht zurück in das Jahr 1895, mit der Fertigstellung des „Jaruga“ Kraftwerkes in der Gespanschaft Šibenik-Knin, dem ersten europäischen Kraftwerk. Es wurde nur drei Tage nach der Errichtung der Edward Dean Adams Power Plant in Niagara Falls, New York erbaut.

## Unternehmensstruktur
Die Muttergesellschaft der HEP-Gruppe, HEP d.d., übernimmt das Management.
Die Produktion in zwei Tochtergesellschaft gegliedert: HEP Proizvodnja d.o.o. die sich mit einem Großteil der Erzeugungsanlagen befasst und die TE Plomin d.o.o. welche sich auch im Mitbesitz der deutschen RWE befindet. Die TE Plomin d.o.o. ist neben HEP ein weiterer Betreiber des Kraftwerkes Plomin in der Gespanschaft Istrien. Block 1 des Kraftwerkes wird von der HEP betrieben, Block 2 von der TE Plomin d.o.o., an der HEP und das deutsche Unternehmen RWE je zu 50 % beteiligt sind. Die Plomin Holding d.o.o. entwickelt mit dem TE Plomin verbundene, lokale Infrastruktur- sowie unternehmerische Projekte. Gründer dieser ist die Sunčana elektrana Poreč d.o.o. der Betreiber des Solarkraftwerkes in Poreč.
HEP ist ebenfalls zu 50 % Eigentümer des Kernkraftwerks Krško im benachbarten Slowenien.
HEP Operator prijenosnog sustava d.o.o. (kurz: HEP OPS) und HEP Operator distribucijskog sustava d.o.o. (kurz: HEP ODS) sind Anbieter der öffentlichen Dienste für die Übertragung bzw. Verteilung von Elektrizität für die Bedürfnisse der Teilnehmer am kroatischen Markt.
HEP ODS ist auch für die Versorgung von Tarifkunden verantwortlich, während die Versorgung von zugelassenen Kunden (Industrie und Unternehmen) unter die Zuständigkeit von HEP Opskrba d.o.o fällt.
Weitere Geschäftsbereiche sind: Fernwärme (HEP Toplinarstvo d.o.o.), Gasversorgung (HEP Plin d.o.o.), Energieeffizienz (HEP ESCO d.o.o.), Umweltschutz mit Schwerpunkt Abfallwirtschaft (APO d.o.o.), erneuerbare Energiequellen (HEP Obnovljivi izvori energije d.o.o.), allgemeine und berufliche Bildung (HEP Nastavno-obrazovni centar) und Freizeit und Erholung (HEP Odmor i rekreacija d.o.o.).
HEP-Telekomunikacije d.o.o. ist für die Bereitstellung der betriebsinternen Telekommunikation zuständig.